# インドネシア、トーマス・ワインガイのために
『インドネシア、トーマス・ワインガイのために』（仏語 Pour Thomas Wainggai, Indonésie）は、1991年（平成3年）に放映されたオムニバスのドキュメンタリーテレビ映画『忘却に抗って』（Contre l'oubli）の一篇として、1990年（平成2年）製作、ジャン＝リュック・ゴダール、アンヌ＝マリー・ミエヴィルが共同監督したフランスの短篇映画である。

## 概要
非政府組織 (NGO) アムネスティ・インターナショナルが、良心の囚人の救済、啓発のためのテレビ映画を製作するにあたって、ゴダールとミエヴィルは、トーマス・ワインガイ博士を選んだ。ワインガイ博士は、1984年（昭和59年）、ニューギニア島の西半分のインドネシア領のイリアンジャヤに「西メラネシア共和国」を樹立した指導者で、1988年（昭和63年）に妻の日本人テルコ・コハラとともにインドネシア政府に逮捕され、懲役8年の刑を受け、投獄された人物である。
本作の撮影は、1990年にフランスのパリで行なわれ、他の監督の監督作を含めた全篇110分が、『忘却に抗って』のタイトルで1991年にテレビ放映された。
本作の完成後、1996年（平成8年）にワインガイ博士は獄死した。2006年（平成18年）1月に43人のパプア人がオーストラリアに政治亡命を求める事件が起きたが、このときの指導者はワインガイ博士の甥のヘルマン・ワインガイであった。2007年（平成19年）7月、同地で西メラネシアの国旗をかかげた住民が警官に射殺されている。

## スタッフ・キャスト
- 監督 : ジャン＝リュック・ゴダール、アンヌ＝マリー・ミエヴィル
- 脚本・翻訳・朗読 : アンドレ・ルースレット
- 音楽 : ミノ・シネル
- 撮影 : ジャン＝マリー・ファーブル
- 編集 : ジャン＝リュック・ゴダール
- 製作 : アムネスティ・インターナショナル

## 関連事項
- ジャン＝リュック・ゴダール監督作品一覧
- トーマス・ワインガイ （en:Thomas Wainggai）
- ミノ・シネル （en:Mino Cinelu）
- 西メラネシア共和国 （en:Republic of West Melanesia）

## 註
1. 1 2 3  Roberto Chiesi, Jean-Luc Godard, Roma : Gremese, ISBN 888440259X, p.113.
2. 1 2 3 4  拓殖大学政経学部井上ゼミインドネシア研究ブログ内の井上治の記事「インドネシア情勢分析」（2006年4月18日）の記述を参照。